# 2019冠状病毒病对日本游乐业的影响
本列表介绍2019冠状病毒病疫情对日本游乐业造成的影响及相关报道。

## 遊樂園、地標等

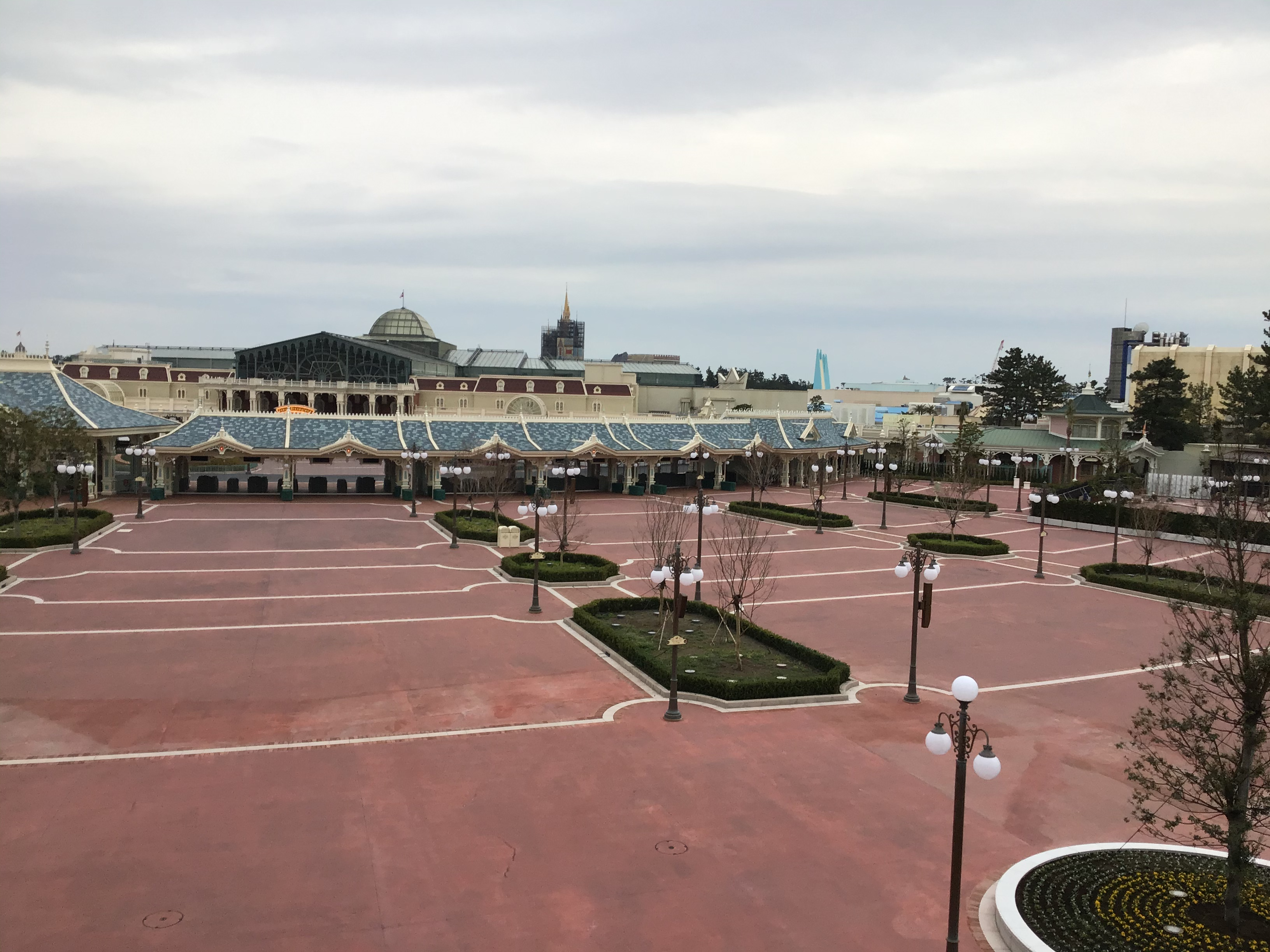
收到政府請求後閉園的東京迪士尼樂園大門（2月29日星期六下午拍攝）

- 三麗鷗於2020年2月22日起暫時關閉三麗鷗彩虹樂園（東京都多摩市）及Harmonyland（大分縣）。關閉期間原定於3月12日結束，後又決定延長[2][3][4][5][6]。6月15日，三麗鷗彩虹樂園宣布將分階段重開，7月13日～7月19日面向持有年度護照者提前開園，7月20日起有限制重開。若要入園參觀，需購買護照券，並提前在網站上申請指定日期時間的入場整理券[7]。
- 2月28日，Oriental Land宣布，2月29日至3月15日暫時關閉東京迪士尼度假區（東京迪士尼樂園、東京迪士尼海洋）[8]。後由於政府於10日決定繼續請求大規模活動自律10天左右，決定延長關閉期間至4月上旬[9]。4月宣布，再次延長臨時關閉期，5月中旬再判断何時重開。東京迪士尼樂園中，大規模開發區域的開業時間亦延至樂園重開再行決定[10]。重開安排及後再次延期，最後決定於7月1日重開[11]
- 2月28日，日本環球影城（USJ）宣布於2月29日至3月15日暫時關閉[8][12]。關閉期間及後數次延長，4月7日宣布，因應政府發出緊急事態宣言，第4次延長關閉期間，經營需等到5月中旬後才能重開[13]。最後於6月19日重開[14]
- 日本樂高樂園宣布，2月29日至3月15日暫時關閉[15]，後又宣布關閉期間延至3月22日[16]。
- 位於愛知縣名古屋市港区的日本樂高樂園宣布，2月29日至3月22日暫時關閉[15][16]。3月23日一度重開[17]，後因應緊急事態宣言，4月10日起再度關閉[18]。此後又一度宣布，將在5月22日宣言解除後，重開部分設施營業[19]，但愛知縣5月20日表示「縣將繼續自行請求遊樂園關閉」，重開再度延期[20][21]。5月22日，愛知縣放寬請求後，於5月23日重開營業[22][23]。
- 姆明一族芭蕾公園（埼玉縣飯能市）宣布，2月29日至3月13日暫時關閉，期間於11:00 - 16:00作為散步道免費開放，促進散步休閑[24]，3月14日重開[25]。因應避免外出請求，3月28日及3月29日再次臨時關閉[26]，3月30日宣布延長關閉期至4月12日[27]，4月7日又宣布再次延長[28]。5月22日起，商業施設「Metsa Village」重開[29]。6月4日，姆明一族芭蕾公園重開[30]。
- 東映太秦映画村（京都府）宣布，3月2日至13日暫時關閉[31]。3月19日宣布延長關閉期[32]，3月18日又宣布再次延長[33]。6月15日，部分設施重開[34]。
- 富士急高原樂園（山梨縣）於3月9日起關閉，只有戶外滑冰場及部分零售店、食肆營業[35]。
- 豪斯登堡（長崎縣佐世保市）於2月末至3月15日關閉，3月16日部分重開；4月2日被曝出因業務減少，3月16日取消了数十名派遣員工的合同[36]。
- MOBILITYLAND決定，因疫情擴大，為確保安全及安心，3月1日至29日暫時關閉三重縣鈴鹿市的鈴鹿賽道及栃木縣茂木町的Twin Ring茂木[37][38]。3月30日，除部分設施外重開營業[39]，後因應緊急事態宣言，決定4月10日起再度關閉[40][41]。5月26日宣布，採取防疫措施後，5月29日起逐步重開營業[42]。鈴鹿賽道的遊樂園MOTOPIA於5月29日起（部分室内設施除外。為衛生清潔，7月16日前的星期二～星期四關閉），国際賽道、酒店、保齡球場等於6月1日起重開營業[43]。Twin Ring茂木的Mobipark及Honda Collection Hall於5月28日起，賽道及住宿設施等於6月1日重開營業[44]。

取消或延期的動力運動及競速活動詳見#動力運動。
- 東京鐵塔因應東京都的停業請求，4月8日起停業。後決定5月28日起重開，為防傳染，旅客前往及離開高150米的大展望台「主要觀景台」時，原則上需要使用600段的「開放空間室外階梯」[45]。
- 太陽城60的展望台「SKY CIRCUS」於3月3日起臨時關閉，6月8日起重開[46]。
- 3月2日起，志摩西班牙村關閉主題公園「PARQUE ESPANA」及伊勢志摩温泉「向日葵湯」[47]，志摩西班牙村酒店及後亦告停業。6月5日起重開[48]。

## 公園、康樂設施

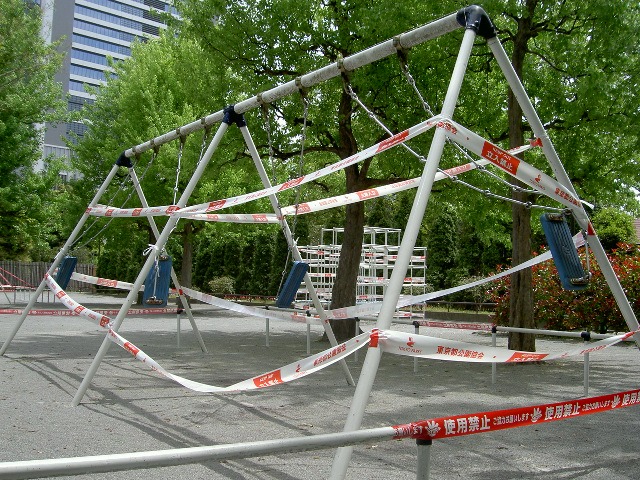
禁止使用的公園遊玩道具

- 受冠狀疏開影響，露營客增加，有自治体關閉露營地[49]。
- 在一些自治体，有公園的部分遊玩道具被禁止使用[50]。

## 波子機店

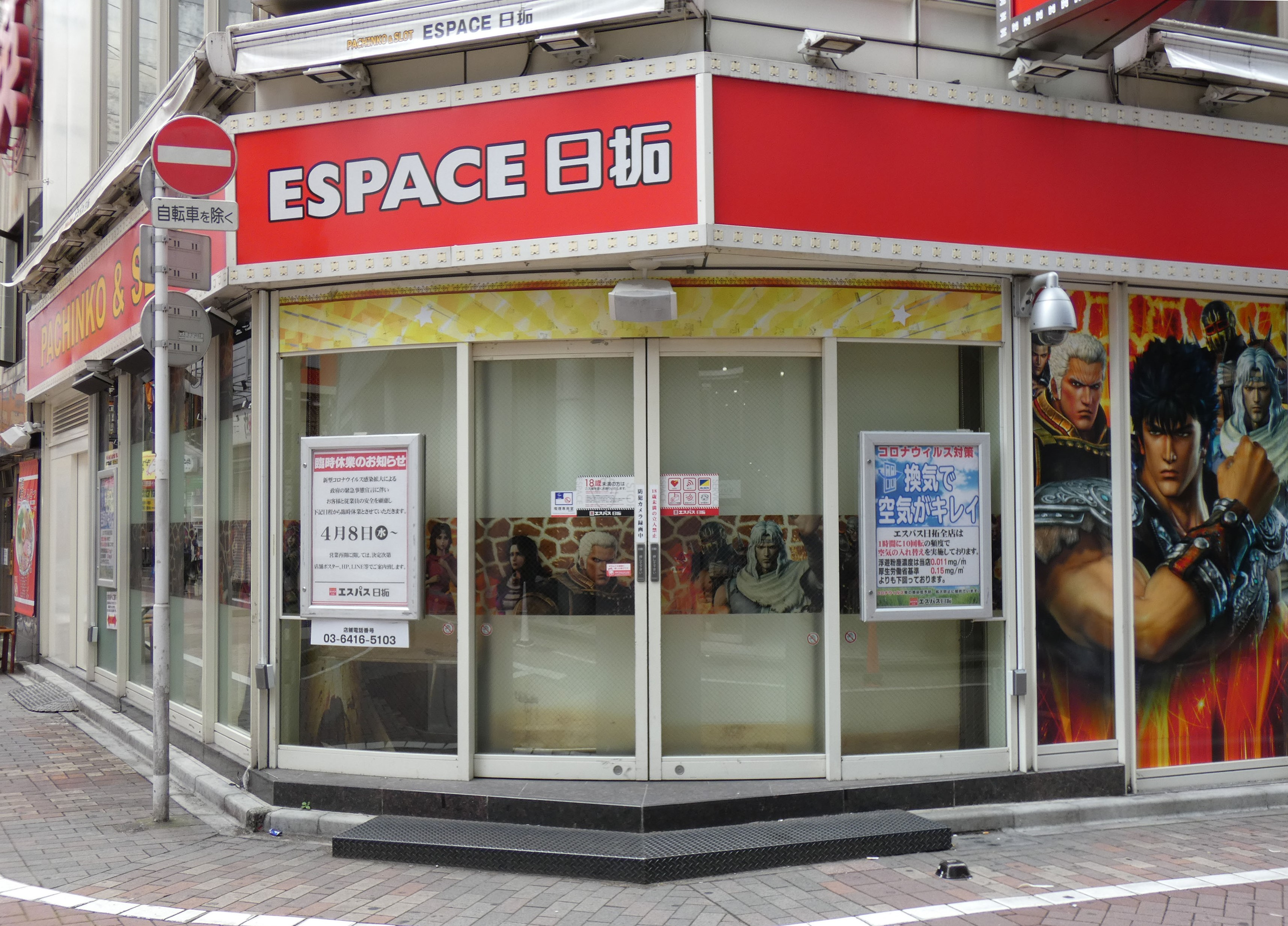
緊急事態宣言發出後，即時暫停營業的東京澀谷波子機店

- 緊急事態宣言發出後，最初獲指定的7個都府縣（東京都、神奈川縣、千葉縣、埼玉縣、大阪府、兵庫縣、福岡縣）率先請求波子機店停業；及後宣言範圍擴大，全国（4月17日未有確診個案的岩手縣除外）的都道府縣知事紛紛發出停業請求[51]。受此影響，不少波子機店（含波子機及波子角子機專門店）以「保證顧客及員工安全」為由，宣布暫停營業。丸韓及Kicona等大型連鎖店更不止關閉特定地区店鋪，而是宣布全国店鋪（或大多數店鋪）停業[52][53]。自治体會向停業的店鋪及企業發放支援金[54]（金額隨自治体而異，亦有地方不發放）。
- 由於停業請求並無強制力（最初亦未有推出支援金等具体支援方案），有店鋪選擇縮短營業時間或消毒後繼續營業，並稱「停業後員工生活沒有保障，經營亦會惡化」，或停業是「由本部決定，店鋪層面無法決定」。外界擔心這些店鋪顧客密集，屬於「三密」状態[55]。
- 4月24日，大阪府知事吉村洋文公布6間未理會新型流行性感冒等對策特別措置法下停業請求的店鋪名，東京都知事小池百合子亦指「若不聽從請求，會考慮公開店名」[56]。部分店鋪於公布翌日起停業，從列表除名，而一間未停業的店鋪則稱「希望大家理解，（繼續營業）是為了員工生活」，表示難以停業[57]。福岡縣内有繼續營業的店鋪經營者認為「做法粗暴，社会全体似乎視『波子機店為悪』，感到恐怖。」「又沒違法，簡直像是在獵巫」「停業請求沒有充分保障，侵害日本国憲法下的生存權及財產權」[58][59][60]。
- 及後，兵庫縣於4月27日[61]，茨城縣及群馬縣於4月28日[62][63]，福岡縣於4月29日分別在網站及記者会上，公布未理會停業請求的波子機店店名、地址及公布理由[64]。

## 活動
- 原定於2020年3月15日在大阪市浪速区舉行的第16回日本橋Street Festa取消[65]。
- 3月11日，多玩國宣布，取消原定於4月18日及19日在幕張展覽館舉行的「niconico超会議2020」「闘会議2020」，並決定舉行網絡活動「niconico網絡超会議2020」[66]。
- 3月27日，Comic Market準備会宣布，取消原定於5月2日至5月5日在東京Big Sight舉行的「Comic Market 98（C98) 」[67]，是1975年創始以來首次有Comic Market取消舉辦[67]。